# Rio Gateru
O Rio Gateru é um rio da Romênia, afluente do Hoteagu, localizado no distrito de Vâlcea.